# Фелек (син Еверов)
Фелек је био библијска личност, прадјед Нахоров (који је дјед Авраму), чукундјед Тарин (отац Аврамов) и наврндјед Аврамов. Отац му је био Ебер.
У 30. години је добио сина Рагава. Послије тога је живио још 209 година и умро у 239. години.